# Pap László (ügyvéd)
Pap László, Papp (Komlósújfalu vagy Kányaháza, 1840. június 27. – Olcsva, 1900. augusztus 6.) jogi doktor, ügyvéd, királyi törvényszéki bíró.

## Élete
Kővárvidéki származású nemes szülők gyermeke (a család a nemességet Apafi Mihály fejedelemtől 1666-ban nyerte), apja Papp László birtokos, anyja Papfalvai Julianna. A gimnáziumi osztályokat 1861. június 28-án végezte Kolozsvárt, a négyéves jogi tanfolyamot pedig a budapesti egyetemen hallgatta és 1865-ben fejezte be. 1869. október 30-án nyerte el a jogi doktori oklevelet; a köz- és váltóügyvédi vizsgákat 1871. május 27-én és június 19-én tette le. Beszélt és fogalmazott magyarul és románül, ezenkívül beszélt és írt németül, franciául és olaszul. Doboka megye állandó bizottmánya 1867. november 4-én megválasztotta megyei törvényszéki jegyzőnek; 1871. januárban igazságügyminiszteri fogalmazó lett; azon év október 11-én a szamosújvári királyi törvényszék mellé ügyésznek neveztetett ki; a szamosújvárosi királyi törvényszék feloszlása után saját kívánatára 1875. szeptember 20-án a bírósághoz osztották be; 1885-ben királyi törvényszéki bíró volt Sátoraljaújhelyen; később táblabírói címmel fölruházott szatmári törvényszéki bíró. Elhunyt szívszélhűdés következtében.
Cikkei a Magyar Sajtóban (1864. eredeti cikkek és a román lapokból szemlék); a hazafias szellemben szerkesztett Concordia c. román politikai Lapban (1862-67.) és a Iosif Vulcan szerkesztette Familiában (Budapesten és Nagyváradon, több cikke).

## Munkája
- Romania alkotmányos intézményei. Sátoralja-Ujhely, 1880. (Ism. M. Igazságügy.)